# Sound system
Een sound system is een mobiel geluidssysteem bestaande uit een collectief van samenwerkende dj's en artiesten. Draaitafels, een aggregaat, een mengpaneel, versterkers en enorme luidsprekers zijn de basis voor een sound system. Er worden verschillende stijlen muziek gedraaid, zoals reggae, dub, reggaeton en hardere muziekstijlen, bijvoorbeeld: tekno, drum & bass, hardcore, jungle en psychedelic trance.

## Historie
Sound systems zijn ontstaan in de jaren vijftig van de twintigste eeuw in de getto's van Kingston (Jamaica). Arme Jamaicanen en dj's hadden genoeg van de bands in de vaak te dure kroegen en zette hun geluid op straat. Op deze manier was de muziek en het feest toegankelijk voor iedereen. In het begin werd er vooral alleen R&B  uit de Verenigde Staten gedraaid. Al snel begonnen ze hun eigen muziek te produceren waar ska uit voortkwam. Uiteindelijk werd er ook reggae en dancehall gedraaid.
In de jaren zeventig emigreerden veel Jamaicanen naar het Verenigd Koninkrijk en kreeg het voet op Europese bodem. Al snel was de sound system-cultuur diep ingeworteld bij de Britten. Mensen begonnen hun eigen sound systems te bouwen en hun eigen feesten te organiseren. Tot de dag van vandaag is de sound system-cultuur nog steeds een belangrijk deel van de Jamaicaanse historie en cultuur.

## Freetekno/freeparty sound systems
Begin jaren negentig begon het sound systemcollectief Spiral Tribe met het organiseren van illegale feesten (free parties), raves en teknivals in Engeland. Hier werd voornamelijk acid house en techno gedraaid. Na een grote rechtszaak in 1993 tegen een aantal mensen van het Spiral Tribe-collectief verhuisde het naar Europa en begon door heel Europa feesten te geven. Na een aantal jaar begonnen ook andere mensen in Europa hun eigen sound systems op te richten en ontwikkelde de daarbij behorende muziek zich verder. Deze werd sneller en een stuk harder. Mede dankzij Spiral Tribe en het Nederlandse sound system Mononom zijn freeparty-sound systems overal verspreid in Europa en daarbuiten: Japan, de Verenigde Staten, India en Zuid-Amerika.
Een sound systemcollectief bestaat meestal uit een groep vrienden, kunstenaars en artiesten. De apparatuur bestaat voornamelijk uit een autobus, aggregaat, mengpaneel, luidsprekers, versterkers, draaitafels, drumcomputers en synthesizers. Ook de rookmachine en stroboscoop worden vaak gebruikt. Vaak is er ook een vj.
Freeparty's zijn ontstaan uit een DIY-filosofie en een afkeer van de vercommercialisering van de popmuziek. Met minimale middelen wordt een feest neergezet zonder winstoogmerk.